# Phare de Loch Ryan
Le phare de Loch Ryan ou phare de Cairn Point est un phare situé à l'entrée du Loch Ryan, dans le comté de Dumfries and Galloway dans le sud-ouest de l'Écosse.
Ce phare est géré par le Northern Lighthouse Board (NLB) à Édimbourg,l'organisation de l'aide maritime des côtes de l'Écosse.

## Histoire
Le Loch Ryan est un bras de mer étroit donnant sur le port de Stranraer et Cairnryan. Le phare a été construit en 1847 par l'ingénieur civil écossais de la NLB Alan Stevenson à l'entrée ouest du loch, au nord du village de Kirkcolm (en). C'est une tourelle ronde de 15 m de hauteur, avec galerie et lanterne, attenante à un bâtiment technique d'un étage. L'édifice, au bord de l'eau, est peint en blanc, la galerie est ocre et la lanterne noire.
Il émet deux flashs rouges toutes les dix secondes. Ce feu guide les ferrys venant de l'île de Man et de l'Irlande en direction du port de Cairnryan. Il est situé à environ 2,5 km au port du port.
Identifiant : ARLHS : SCO-029 - Amirauté : A4592 - NGA : 4784.

### Lien connexe
- Liste des phares en Écosse